# Pastor d'Anatòlia

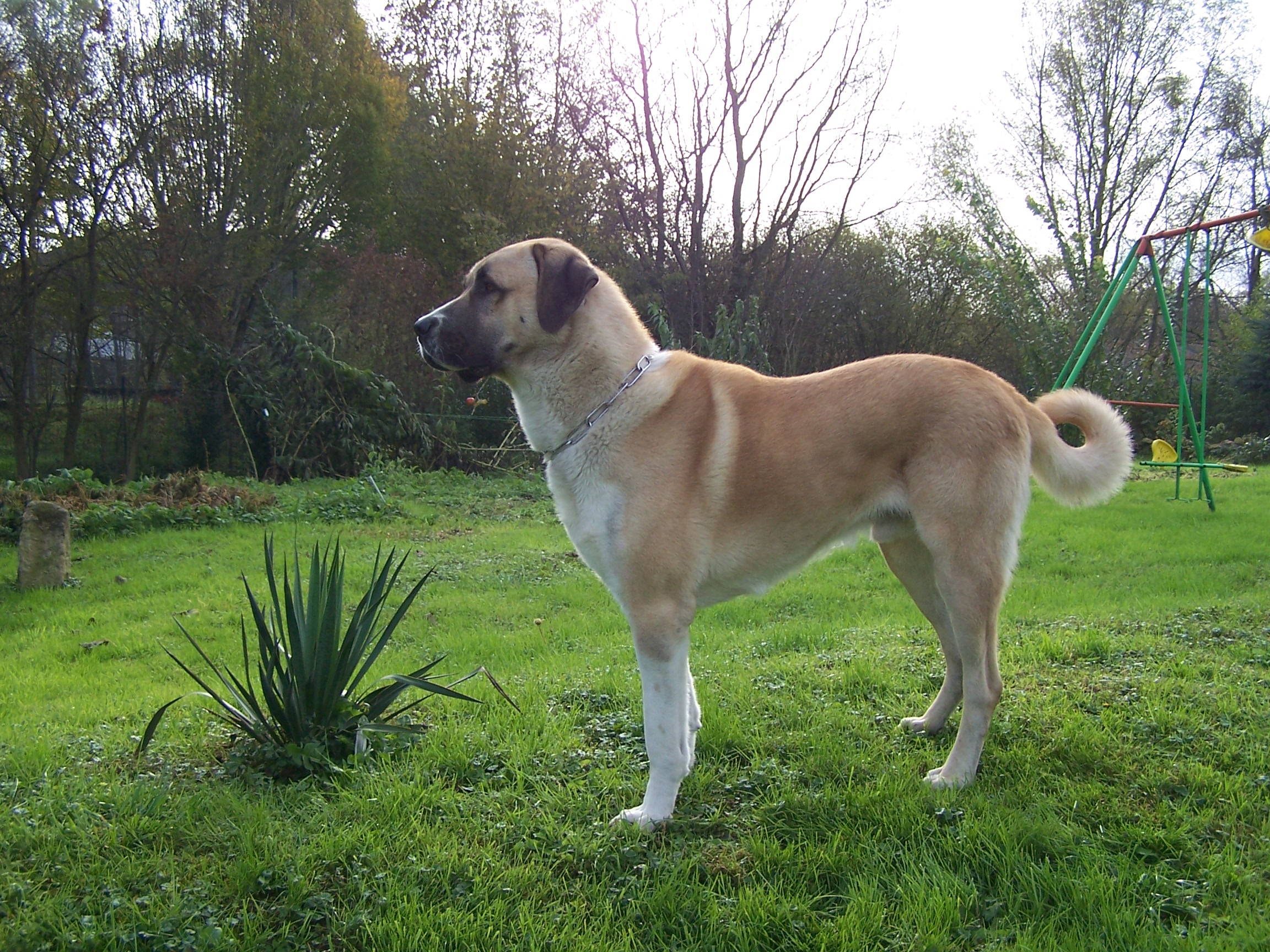
Pastor d'Anatòlia.

El pastor d'Anatòlia (pastor turc) és una raça de gos originària de la regió d'Anatòlia, al centre de Turquia. Es tracta d'un gos extremadament bondadós i noble, se sap de gosses d'aquesta raça que han arribat a alletar a bens. És un gos molt similar al Gos de Muntanya dels Pirineus i al Kuvasz, però és més prim i àgil. És intel·ligent i fàcil d'ensinistrar, però necessita un amo que sigui un líder natural. Gelós del seu entorn no permetrà que ningú entri en els seus dominis si l'amo no és a casa, a menys que hagi tingut contacte freqüent amb l'intrús. És molt important començar a entrenar-lo com més aviat millor, ja que si esperem que estigui completament desenvolupat, pot ser massa fort i gran per ser corregit perquè és un gos amb idees pròpies i no complirà els capricis del seu amo.

## Aspecte

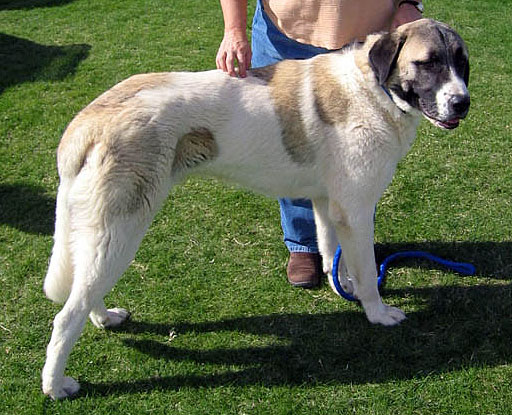
Aquest pastor d'Anatòlia de 7 mesos encara no ha acabat de créixer.

El pastor d'Anatòlia és un gos musculat i ben proporcionat. Té un cap ample, un musell fort i unes orelles triangulars arrodonides a l'extrem. La cua és llarga, en repòs li penja fins a l'altura del garró i en alerta la porta alta amb l'extrem enrotllat sobre el dors. El seu pèl és curt, dens i llis. S'admeten tots els colors però és preferible el lleonat amb la màscara i les orelles negres.

## Característiques
- Alçada a la creu: de 74 a 81 cm en els mascles i de 71 a 79 cm en les femelles
- Pes: de 50 a 65 kg en els mascles i de 40 a 55 kg en les femelles
- Capa: tots els colors
- Pelatge: curt o mitjà llarg
- Mitjana de vida: dotze o tretze anys
- Caràcter: independent, actiu, prudent, segur de si mateix sense agressivitat i afectuós
- Relació amb els nens: excel·lent
- Aptituds: gos de guarda de ramats; gos de família, excel·lent guardià
- Necessitats de l'espai: acostumat als grans espais; jardí necessari
- Alimentació del Pastor d'Anatòlia: uns 750 g. diaris d'aliment complet sec
- Arranjament: reduït
- Cost manteniment: elevat

## Classificació
- Classificació general: Races de gossos gegants
- Classificació segons la Federació Cinològica Internacional: Grup 2: Gossos tipus Pinscher i Schnauzer Molosoides i gossos tipus muntanya i bovers suïssos> Molosoides

## Origen
Els ancestres del pastor d'Anatòlia ja corrien per Turquia i Àsia Menor cap al 2800 aC Eren uns animals grossos, forts i pesats que es van usar com a gossos de guerra i per a la caça major. De tota manera, durant segles, la seva funció principal ha estat la de guardar ovelles i protegir-les de la seva major predador, el llop. Actualment, segueix exercint com a pastor al seu país natal encara que també és un reconegut gos guardià i de companyia.

## Comportament
El pastor d'Anatòlia és lleial, protector, territorial, vigilant, sensible, estable i seriós. Tot i ser un animal intel·ligent i fàcil d'ensinistrar, també és independent i pot ser que no reaccioni immediatament a les ordres de l'amo. És pacient amb els nens però per la seva gran grandària i força no és aconsellable que jugui amb els més petits, sense voler els podria tombar. És afectuós amb la seva família però molt desconfiat amb els estranys. És un bon guardià que avisarà amb els seus lladrucs de qualsevol irregularitat. Li encanta córrer amb total llibertat i pot ser que a alguns els agradi cavar.

## Cures específiques i salut
El pastor d'Anatòlia no s'adapta bé a la vida de ciutat ni als espais petits. És un gos que suporta bé el fred i la calor, així que no hi ha inconvenient que visqui en un jardí gran on es pugui moure al seu gust.
Aquest gos pot ser obstinat i dominant, cal que el propietari sigui ferm, pacient i li ofereixi una educació constant i respectuosa (és bastant sensible als càstigs).
A causa del seu espès pelatge és recomanable raspallar-lo sovint.
El pastor d'Anatòlia és un gos robust però pot patir displàsia de maluc canina, entropi, hipertiroïdisme, criptòrquids i monòrquids, boca torta i prognatisme superior.